# Santa Rosa de Lima (Santa Rosa)
Santa Rosa de Lima es un municipio de Guatemala. Pertenece al departamento de Santa Rosa, de la región sur-oriente del país. 
Con 47 km², se trata de uno de los municipios más pequeños del departamento, superando únicamente a los municipios de San Rafael Las Flores, Santa Cruz Naranjo y San Juan Tecuaco. 
Este municipio celebra la fiesta titular el 30 de agosto de cada año en honor a su patrona santa Rosa de Lima.

## Geografía física

### Clima
Santa Rosa de Lima tiene clima tropical (Clasificación de Köppen: Aw).
| Parámetros climáticos promedio de Santa Rosa de Lima | Parámetros climáticos promedio de Santa Rosa de Lima | Parámetros climáticos promedio de Santa Rosa de Lima | Parámetros climáticos promedio de Santa Rosa de Lima | Parámetros climáticos promedio de Santa Rosa de Lima | Parámetros climáticos promedio de Santa Rosa de Lima | Parámetros climáticos promedio de Santa Rosa de Lima | Parámetros climáticos promedio de Santa Rosa de Lima | Parámetros climáticos promedio de Santa Rosa de Lima | Parámetros climáticos promedio de Santa Rosa de Lima | Parámetros climáticos promedio de Santa Rosa de Lima | Parámetros climáticos promedio de Santa Rosa de Lima | Parámetros climáticos promedio de Santa Rosa de Lima | Parámetros climáticos promedio de Santa Rosa de Lima |
| Mes                                                  | Ene.                                                 | Feb.                                                 | Mar.                                                 | Abr.                                                 | May.                                                 | Jun.                                                 | Jul.                                                 | Ago.                                                 | Sep.                                                 | Oct.                                                 | Nov.                                                 | Dic.                                                 | Anual                                                |
| ---------------------------------------------------- | ---------------------------------------------------- | ---------------------------------------------------- | ---------------------------------------------------- | ---------------------------------------------------- | ---------------------------------------------------- | ---------------------------------------------------- | ---------------------------------------------------- | ---------------------------------------------------- | ---------------------------------------------------- | ---------------------------------------------------- | ---------------------------------------------------- | ---------------------------------------------------- | ---------------------------------------------------- |
| Temp. máx. media (°C)                                | 28.5                                                 | 29.0                                                 | 30.0                                                 | 30.1                                                 | 29.6                                                 | 28.4                                                 | 29.2                                                 | 29.0                                                 | 28.0                                                 | 28.4                                                 | 28.1                                                 | 28.1                                                 | 28.9                                                 |
| Temp. media (°C)                                     | 22.6                                                 | 23.1                                                 | 24.0                                                 | 24.7                                                 | 24.6                                                 | 24.1                                                 | 24.5                                                 | 24.3                                                 | 23.7                                                 | 23.7                                                 | 22.9                                                 | 22.6                                                 | 23.7                                                 |
| Temp. mín. media (°C)                                | 16.8                                                 | 17.2                                                 | 18.1                                                 | 19.3                                                 | 19.7                                                 | 19.8                                                 | 19.8                                                 | 19.6                                                 | 19.5                                                 | 19.0                                                 | 17.8                                                 | 17.1                                                 | 18.6                                                 |
| Precipitación total (mm)                             | 2                                                    | 3                                                    | 11                                                   | 48                                                   | 189                                                  | 300                                                  | 232                                                  | 218                                                  | 284                                                  | 190                                                  | 36                                                   | 8                                                    | 1521                                                 |
| Fuente: Climate-Data.org                             |                                                      |                                                      |                                                      |                                                      |                                                      |                                                      |                                                      |                                                      |                                                      |                                                      |                                                      |                                                      |                                                      |

### Ubicación geográfica
El municipio se encuentra a una distancia de 28 kilómetros de la cabecera departamental de Cuilapa. Este municipio está situado en la parte norte de Santa Rosa siendo el límite tanto de la parte superior como de la parte occidental, estando al lado sur de la capital de Guatemala. Se encuentra localizado entre el norte de Nueva Santa Rosa y Santa Cruz Naranjo, al este de Fraijanes municipio del departamento de Guatemala, al oeste de Nueva Santa Rosa y al sur de San José Pinula y Fraijanes municipios del departamento de Guatemala.
|                                                          | Norte: San José Pinula y Fraijanes, municipios del departamento de Guatemala          |                                                                  |
| Oeste: Fraijanes municipio del departamento de Guatemala |                                                                                       | Este: Nueva Santa Rosa, municipio del departamento de Santa Rosa |
|                                                          | Sur: Nueva Santa Rosa y Santa Cruz Naranjo, municipios del departamento de Santa Rosa |                                                                  |

## Gobierno municipal
Los municipios se encuentran regulados en diversas leyes de la República, que establecen su forma de organización, lo relativo a la conformación de sus órganos administrativos, tributos destinados para los mismos; esta legislación se encuentra dispersa en diversos niveles.  Ahora bien, que exista legislación específica para los municipios no significa que a estos no les sean aplicables las normas contenidas en otros cuerpos normativos, pues aunque se trata de entidades autónomas, las mismas se encuentran sujetas, al igual que todas las entidades de tal naturaleza, a la legislación nacional.
Específicamente, las principales leyes que rigen a los municipios en Guatemala desde 1985 son:
| N.º | Ley                                                | Descripción |
| --- | -------------------------------------------------- | --- |
| 1   | Constitución Política de la República de Guatemala | Le son aplicables diversos artículos generales de la misma, y además tiene una regulación legal específica en los artículos 253 al 262, que constituyen su base constitucional.                                                                                            |
| 2   | Ley Electoral y de Partidos Políticos              | Ley de carácter constitucional creada por la Asamblea Nacional Constituyente que aplicable a los municipios en diversos aspectos pero fundamentalmente en el tema de la conformación de sus autoridades electas, puesto que regula la manera en que se eligen y conforman. |
| 3   | Código Municipal                                   | Decreto 12-2002 del Congreso de la República de Guatemala. Tiene la categoría de ley ordinaria y contiene preceptos generales aplicables a todos los municipios, e inclusive contiene legislación referente a la creación de los municipios.                               |
| 4   | Ley de Servicio Municipal                          | Decreto 1-87 del Congreso de la República de Guatemala. Regula las relaciones entra la municipalidad y los servidores públicos en materia laboral. Tiene su base constitucional en el artículo 262 de la constitución que ordena la emisión de la misma.                   |
| 5   | Ley General de Descentralización                   | Decreto 14-2002 del Congreso de la República de Guatemala. Regula el deber constitucional del Estado, y por ende del municipio, de promover y aplicar la descentralización y desconcentración económica y administrativa.                                                  |

El gobierno de los municipios de Guatemala está a cargo de un Concejo Municipal, de conformidad con el artículo 254 de la Constitución Política de la República de Guatemala, que establece que «el gobierno municipal será ejercido por un concejo municipal». A su vez, el código municipal —que tiene carácter de ley ordinaria y contiene disposiciones que se aplican a todos los municipios de Guatemala— establece en su artículo 9 que «el concejo municipal es el órgano colegiado superior de deliberación y de decisión de los asuntos municipales […] y tiene su sede en la circunscripción de la cabecera municipal». Por último, el artículo 33 del mencionado código establece que «[le] corresponde con exclusividad al concejo municipal el ejercicio del gobierno del municipio».
El concejo municipal se integra de conformidad con lo que establece la Constitución en su artículo 254, es decir «se integra con el alcalde, los síndicos y concejales, electos directamente por sufragio universal y secreto para un período de cuatro años, pudiendo ser reelectos». Al respecto, el código municipal en el artículo 9 establece «que se integra por el alcalde, los síndicos y los concejales, todos electos directa y popularmente en cada municipio de conformidad con la ley de la materia».

## Historia

### Época colonial
El municipio de Santa Rosa de Lima es uno de los más antiguos del departamento, con anterioridad era conocido como Valle de las Yeguas, toma su nombre actual en honor de la patrona de la población, la virgen de Santa Rosa de Lima.
En el año de 1692 el rey Carlos V de España inicia el trámite para expedir los títulos de propiedad del Valle de las Yeguas por medio de Real Cédula, a favor de los señores Simón Luciano, Isidro Miguel Damián González y Blas Thin de Bárcenas, fundadores de este lugar. En 1693, Antonio González Donis construyó un oratorio para venerar la imagen de la de Santa Rosa de Lima, traída de España por su esposa Dionisia Catalán.[cita requerida]
En el año de 1774 por mandato de Real Cédula, con una arquitectura española, y la ayuda de la corona española se construyó el templo católico, en el mismo lugar donde se había construido el oratorio anterior, y en honor de la reina que patrocinó los viajes del descubridor Cristóbal Colón en 1492, se le llamó al municipio «Isabel de España».[cita requerida]
La devoción a la imagen de la virgen de Santa Rosa de Lima, trajo a muchos mestizos españoles, forasteros que se quedaron a vivir en la región donde todo era próspero .[cita requerida]

### Fundación del departamento de Santa Rosa

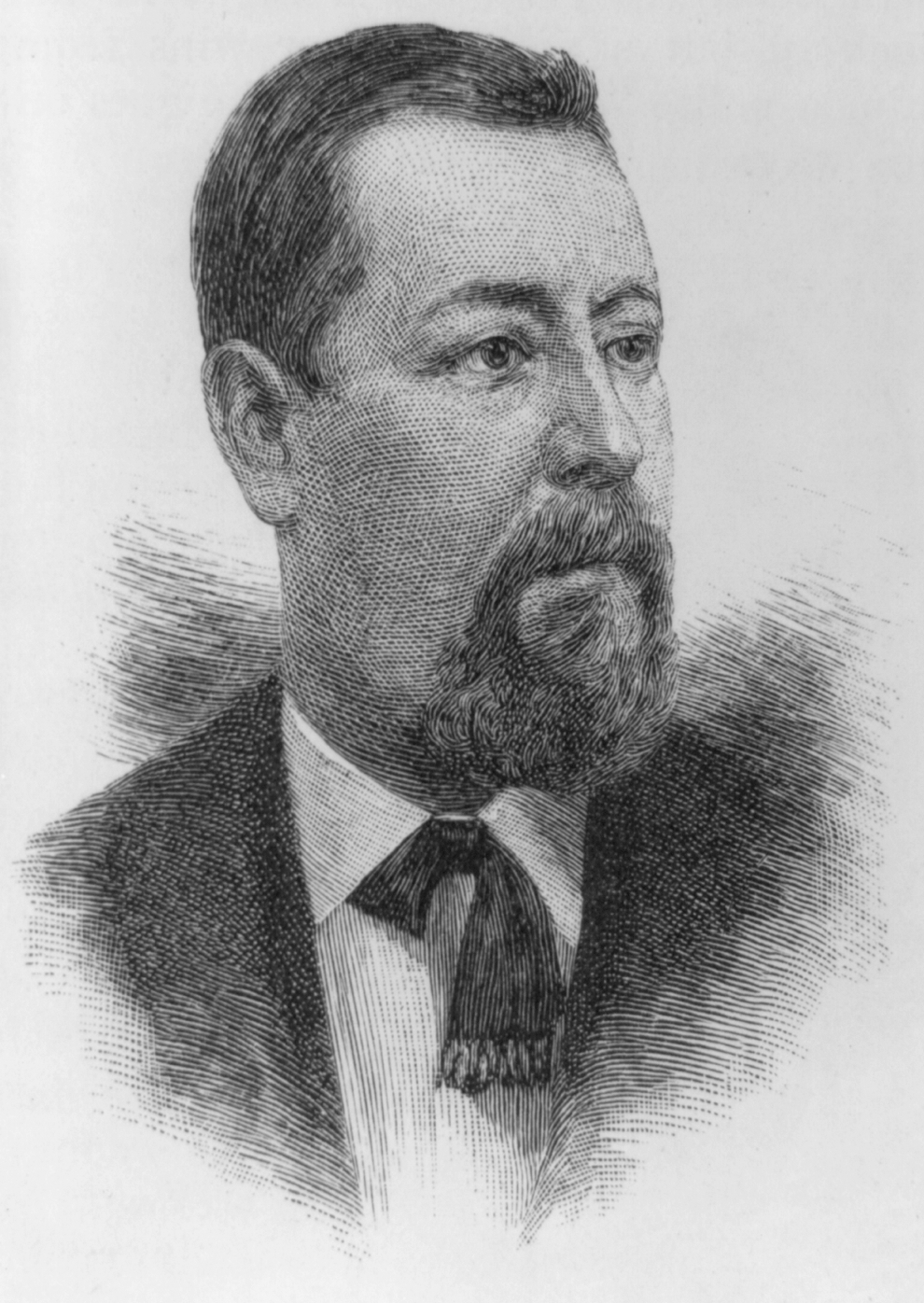
General Justo Rufino Barrios, presidente de Guatemala de 1873 a 1885. Se dice que durmió a la sombra de la ceiba de Santa Rosa de Lima cuando combatía a los rebeldes conservadores en 1872, y luego mandó a hacer un monumento en el lugar. Grabado de Harper's New Monthly.

La República de Guatemala fue fundada por el gobierno del presidente capitán general Rafael Carrera el 21 de marzo de 1847 para que el hasta entonces Estado de Guatemala pudiera realizar intercambios comerciales libremente con naciones extranjeras. El 25 de febrero de 1848 la región de Mita fue segregada del departamento de Chiquimula, convertida en departamento y dividida en tres distritos: Jutiapa, Santa Rosa y Jalapa.  Específicamente, el distrito de Santa Rosa incluyó a Santa Rosa como cabecera, Cuajiniquilapa, Chiquimulilla, Guazacapán, Taxisco, Pasaco,  Nancinta, Tecuaco, Sinacantán, Santa María Ixhuatán —llamada entonces «Isguatán»—, Sacualpa, La Leona, Jumaytepeque —llamado entonces simplemente «Jumay»— y Mataquescuintla.
En el año de 1876 fue construido un puente colgante para unir la población al caserío Los Bordos, en la actualidad Nueva Santa Rosa, en este mismo lugar, el puente colgante fue sustituido por el moderno puente de concreto Los Esclavos, construido en 1971 durante la administración del General Carlos Arana Osorio.[cita requerida]
En el año de 1872 cuando era presidente de facto de la República el general Miguel García Granados, estalló una contra revolución en el oriente del país, la cual encabezaba el mariscal Antonio Solares y Tomás Melgar. El general Justo Rufino Barrios como comandante de García Granados y jefe militar del gobierno revolucionario, salió a combatir a los rebeldes a quienes logró derrotar precisamente en los barrancos de la aldea Cerro Gordo de este municipio. Cuenta la historia que el General Barrios durmió bajo la ceiba que adorna el parque de Santa Rosa de Lima. Asimismo se cree que su estancia en el poblado le pareció tan especial que poco tiempo después mandó a construir un monumento muy cerca de la ceiba, que le recordaba momentos de gloria militar.[cita requerida]
En 1885 el general Barrios donó a Santa Rosa de Lima un reloj que fue instalado en la torre del edificio municipal, el que en la antigüedad fue palacio del intendente; este reloj es considerado como una joya histórica para la población pero no funciona por falta de mantenimiento.[cita requerida]
En el año de 1895 por orden del presidente general José María Reyna Barrios fue trasladada la cabecera del departamento de Santa Rosa, hacia la Villa de Barberena y años más tarde se le otorgó a Cuajiniquilapa.

### Segregación de Santa Cruz Naranjo
La aldea Santa Cruz Naranjo pertenecía al municipio de Santa Rosa hasta que por acuerdo gubernativo del gobierno del licenciado Manuel Estrada Cabrera del 2 de junio de 1910 fue elevada a categoría de municipio: 
| Vista la solicitud presentada por las autoridades y vecinos de la aldea de Santa Cruz Naranjo, del departamento de Santa Rosa, contraída a que se le erija en municipio independiente de Santa Rosa; y resultando que se han cumplido los trámites legales en el expediente respectivo, reuniéndose las condiciones requeridas para dictar resolución de conformidad, Por Tanto, El Presidente Constitucional de la República, Acuerda: Que se establezca el nuevo municipio con la jurisdicción que sigue: Santa Cruz Naranjo, Trapichito, Brito, Potrerillos, Teocinte, Carrizal y Pitillo. La Jefatura Política departamental dictará las disposiciones consiguientes al cumplimiento de este acuerdo. Comuníquese Manuel Estrada Cabrera —Tomado de El Guatemalteco del 2 de junio de 1910 |

### Terremoto de 1913
El día sábado 8 de marzo de 1913 un terremoto de magnitud 6.4 azotó al territorio de Santa Rosa, destruyendo a la cabecera departamental, Cuilapa y a otros poblados, incluyendo Santa Rosa de Lima. Tanto el terremoto inicial como las réplicas destruyeron muchas casas, escuelas e incluso la catedral y la prisión, con una considerable cantidad de víctimas mortales; similar destrucción sufrieron las localidades de Cerro Redondo, Llano Grande y El Zapote también sufrieron daños considerables.  También fueron dañados seriamente los poblados de Fraijanes, Pueblo Nuevo Viñas, Coatepeque y Jalpatagua. En el área del epicentro, el terremoto provocó derrumbes y bloqueo de caminos y carreteras, e incluso se reportó una larga grieta que se formó en el Cerro Los Esclavos.
Debido a la destrucción de Cuilapa, entre 1913 y 1920, Barberena se desempeñó como cabecera departamental, por acuerdo gubernativo del 10 de marzo de 1913, emitido por el presidente, licenciado Manuel Estrada Cabrera. En 1910 Manuel Urías y el alcalde Pablo Dávila Calelo habían presentado un reclamo para que les fuera devuelto la cabecera departamental, pero esto ya no se logró poruqe tras el terremoto el municipio fue afectado por una epidemia de fiebre amarilla y paludismo, hecho que obligó al gobierno del licenciado Manuel Estrada Cabrera a trasladar a las familias no contagiadas a un pequeño valle al otro lado del río Los Esclavos, en jurisdicción de Cuilapa. Muchas familias radicaron en aquella localidad, lo cual con el tiempo dio lugar a la creación de un nuevo municipio denominado Nueva Santa Rosa, separados entre ambos municipios por 1.5 km de distancia.[cita requerida]
En 1925 regresaron algunos pobladores quienes empezaron una nueva vida en el pueblo devastado por los efectos del fenómeno y las epidemias.[cita requerida]

## Economía
El municipio produce y desarrolla su economía en base al comercio de sus cultivos y la artesanía de elaboración de muebles, artículos para el hogar, etc. 

### Agricultura
El municipio es uno de los municipios que más cosechan la caña de azúcar, así mismo elaboran azúcar siendo de gran proporción económico para el mismo lugar y el departamento. Naturalmente los terrenos son de alto porcentaje a la cosecha de semillas, frutas y verduras. Las semillas más cosechadas son:
- Maíz
- Frijol
- Café

### Artesanía
Los principales productos que elaboran son cerámica, muebles de madera, cerámica, tejas y ladrillos.